# Dan-Axel Zagadou
Dan-Axel Zagadou (* 3. Juni 1999 in Créteil) ist ein französisch-ivorischer Fußballspieler. Der Innenverteidiger steht beim Bundesligisten VfB Stuttgart unter Vertrag und ist ehemaliger Juniorennationalspieler.

## Karriere

### Vereine
Zagadou, dessen Eltern von der Elfenbeinküste stammen, kam im Pariser Vorort Créteil zur Welt und begann mit dem Fußballspielen beim ortsansässigen Verein US Créteil. 2011 wechselte er in die Jugend von Paris Saint-Germain. Für dessen zweite Mannschaft kam er in der Spielzeit 2016/17 neunmal in der viertklassigen Championnat de France Amateur zum Einsatz.
Zur Saison 2017/18 wechselte Zagadou ablösefrei zum Bundesligisten Borussia Dortmund, bei dem er einen Fünfjahresvertrag unterschrieb. Sein Pflichtspieldebüt für die Dortmunder gab er am 5. August 2017 im DFL-Supercup gegen den FC Bayern München, den der BVB im Elfmeterschießen verlor. Das erste Ligaspiel machte er am 19. August 2017, dem 1. Spieltag der Saison, als er beim 3:0-Sieg der Dortmunder gegen den VfL Wolfsburg in der Startelf stand. Er spielte für den verletzten Kapitän Marcel Schmelzer auf der linken Außenverteidigerposition und wurde in der 78. Minute ausgewechselt. Bei der 2:4-Auswärtsniederlage Dortmunds am 28. Oktober 2017 (10. Spieltag) gegen Hannover 96 erzielte Zagadou in 27. Spielminute sein erstes Bundesligator und wurde in der 59. Spielminute nach einer Notbremse des Feldes verwiesen. Im August 2019 gewann Zagadou seinen ersten Titel mit dem Verein, als der Doublesieger der Vorsaison, der FC Bayern München, mit 2:0 im DFL-Supercup besiegt wurde. Ab November konnte der Franzose Manuel Akanji aus der Innenverteidigung verdrängen und überzeugte durch seine robuste Spielweise, nur 6 von 22 Spielen, in denen er mitwirkte, gingen verloren. Aufgrund von Muskel- und Bänderverletzungen konnte Zagadou sich ab Mitte Mai 2020 jedoch nicht mehr aktiv einbringen und kehrte erst mit einem Kurzeinsatz am vorletzten Spieltag zurück aufs Feld. In der Spielzeit 2020/21 gewann er mit Dortmund den DFB-Pokal. Sein nach der Spielzeit 2021/22 endender Vertrag wurde nicht verlängert.
Mitte September 2022 unterschrieb Zagadou einen bis Ende Juni 2026 laufenden Vertrag beim Bundesligisten VfB Stuttgart. Am 1. Oktober 2022 gab er beim Auswärtsspiel gegen den VfL Wolfsburg sein Debüt für den VfB. Ende Januar 2024 zog er sich im Mannschaftstraining einen Kreuzbandriss zu und verpasste in der Folge den Rest der Saison 2023/24, die der VfB überraschend hinter Bayer 04 Leverkusen auf Platz zwei beendete und sich somit für die Champions League qualifizierte.

### Nationalmannschaft
Zagadou kommt seit 2014 in Jugendnationalmannschaften des französischen Fußballverbandes zum Einsatz. Im Mai 2016 nahm er mit der U17-Nationalmannschaft an der U17-Europameisterschaft in Aserbaidschan teil. Dort kam er in allen drei Gruppenspielen seiner Mannschaft zum Einsatz, die Frankreich mit nur einem Punkt aus den Spielen gegen Dänemark (0:0), England (0:2) und Schweden (0:1) als Gruppenletzter beendete. Am 1. September 2016 debütierte Zagadou beim 3:1-Sieg in der Schweiz für die U18-Auswahl.
Bei der U20-Weltmeisterschaft 2019 in Polen führte Zagadou die U20-Nationalmannschaft als Mannschaftskapitän an. Die Mannschaft schied im Achtelfinale gegen die USA aus.

## Titel
Verein
- Deutscher Pokalsieger: 2021 (Borussia Dortmund)

Individuell
- Bundesliga Rookie Award: September 2017